# Eonycteris
Genre
Eonycteris est un genre de grandes chauves-souris d'Asie.

## Liste des espèces
Selon BioLib (1er juin 2024) :
- Eonycteris major K. Andersen, 1910
- Eonycteris robusta Miller, 1913
- Eonycteris spelaea (Dobson, 1871)